# Moritz Feldhendler

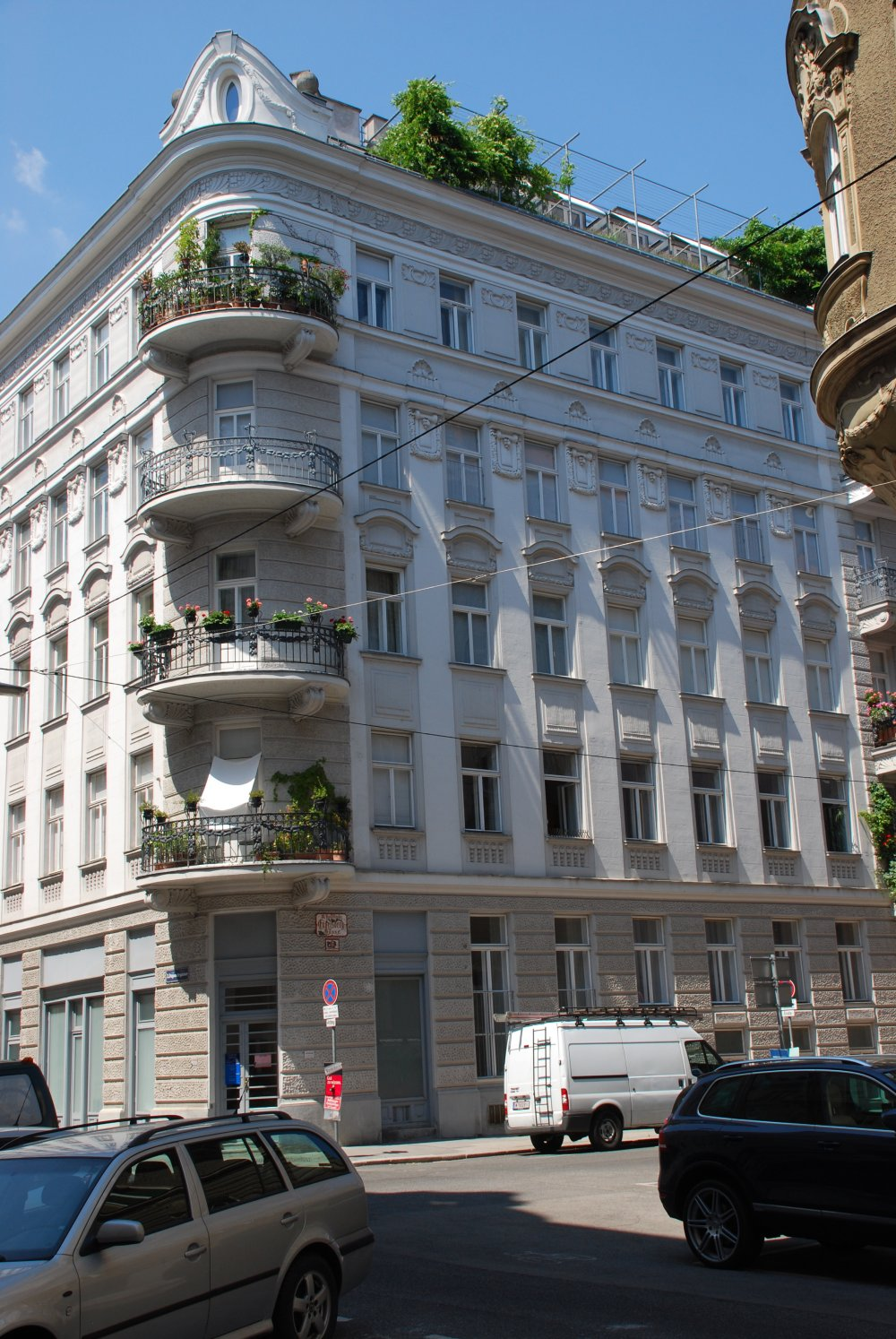
Kamienica na rogu Daponte- i Engelsberggasse

Moritz Feldhendler (ur. 8 kwietnia 1858 w Bielsku, zm. 25 grudnia 1909 w Wiedniu) – austriacki architekt i inżynier żydowskiego pochodzenia.
Był synem handlarza zbożem z Bielska (dziś Bielsko-Biała) na Śląsku Austriackim. Długi okres swojego życia związał z Bułgarią. Do 1892 był zatrudniony jako technik w kolejach bułgarskich, m.in. przy budowie linii łączącej miasta Jamboł i Burgas. Następnie powierzono mu budowę pawilonów na potrzeby Pierwszej Bułgarskiej Wystawy Krajowej odbywającej się w Płowdiwie.
W latach 1893–1904 pracował jako architekt w Sofii. Po przeniesieniu się do Wiednia zajął się projektowaniem i budową kamienic czynszowych. Budynki jego autorstwa reprezentują styl neorenesansowy. Aranżacja balkonów w kamienicy na rogu Daponte- i Engelsberggasse stanowi unikatowy wkład w architekturę wiedeńskich domów narożnych.